# New Found Glory
New Found Glory és una banda pop punk que es va formar a Coral Springs, Florida l'any 1997 per Jordan Pundik, Chad Gilbert, Steve Klein, Ian Grushka i Joe Moreno. Actualment, la banda està formada per Jordan Pundik (veu principal), Ian Grushka (baix), Chad Gilbert (guitarra principal, cors) i Cyrus Bolooki (bateria). El guitarrista rítmic i lletrista Steve Klein va deixar la banda a finals de 2013.

## Discografia
- 1999 - Nothing Gold Can Stay
- 2000 - New Found Glory
- 2002 - Sticks and Stones
- 2004 - Catalyst
- 2006 - Coming Home
- 2009 - Not Without a Fight